# Torresmo

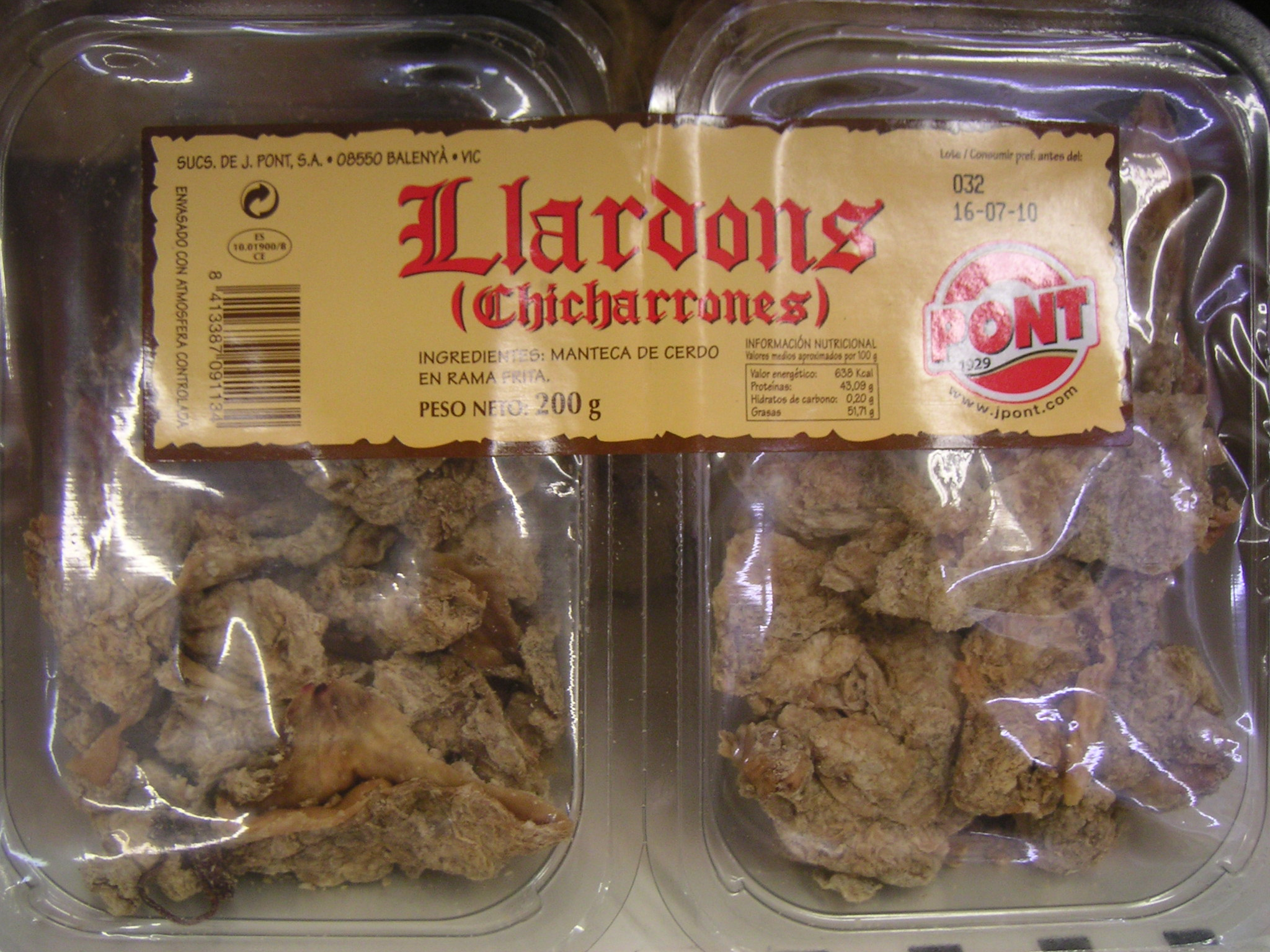
Des llardons.

Le torresmo est une préparation culinaire faite à partir de peau de porc, revenue dans de l'huile bouillante jusqu'à ce qu'elle devienne croustillante. Originaire du Portugal, le torresmo est aussi présent au Brésil.
La différence entre le 'torresmo' portugais et le 'torresmo' brésilien, est la partie du porc utilisé : les portugais le font avec de la peau de porc et les brésiliens le font avec le ventre (lard). On peut en manger comme apéritif dans les bars, ou le trouver dans des plats typiques comme le Virado à Paulista (pt) de l'État de São Paulo.
On trouve aussi l'équivalent du torresmo dans les Pays catalans, où on le nomme llardó et où il est frit dans de l'huile d'olive. On le trouve notamment dans la coca de llardons (ca).